# Cechowanie (fizyka)
Cechowanie – to matematyczna procedura, występująca w kwantowej teorii pola, nakładająca na fermionowe pola kwantowe wymagania dodatkowej symetrii, zwanej symetrią lokalną.
W kwantowej teorii pola wychodzi się od definicji lagranżjanów pól kwantowych, które są relatywistycznie niezmiennicze, czyli nie zmieniają się mimo dokonania transformacji układu współrzędnych czasoprzestrzeni (por. grupa Lorentza). Transformacje takie nazywa się globalnymi symetriami, gdyż są zdefiniowane za pomocą tych samych parametrów w całej czasoprzestrzeni.
Lokalne symetrie, stanowiące podstawę teorii z cechowaniem, nakładają mocniejsze wymagania: parametry opisujące grupy nowych transformacji są lokalne, tj. są funkcjami punktów czasoprzestrzeni, a więc w danym punkcie są niezależne od innych punktów czasoprzestrzeni. Transformacje takie nazywa się lokalnymi.
Grupą cechowania (lub grupą symetrii lokalnych) nazywa się grupę transformacji lokalnych lagranżjanu danego pola kwantowego. Lokalne transformacje danego pola kwantowego tworzącą przy tym grupę Liego. Z każdą grupą Liego związana jest algebra Liego, której elementy pełnią rolę generatorów transformacji grupy Liego. Każdemu generatorowi grupy Liego odpowiada pewne pole (zwykle jest to pole wektorowe) nazywane polem cechowania. Kwanty pól cechowania nazywa się bozonami cechowania.
Niezmiennością cechowania nazywa się niezmienniczość lagranżjanu poddanego działaniu lokalnych grup transformacji.
Procedura cechowania przebiega następująco:
- do lagranżjanu swobodnego pola kwantowego dodaje się dodatkowe wyrazy, tak że całość wykazuje odpowiednią symetrię lokalną.
- dodatkowe wyrazy przedstawiają lagranżjany dodatkowych pól kwantowych – pól bozonowych, które oddziałują z danym polem kwantowym i przenoszą oddziaływania między polami fermionowymi.

Np. symetria cechowania nałożona na swobodne pole cząstek Diraca (tj. opisanych równanie Diraca, np. elektron, pozyton) przedstawia skwantowane pole elektromagnetyczne, pośredniczące w oddziaływań między elektronami. Wymóg lokalnych symetrii lagranżjanu pól kwarkowych pozwolił odkryć gluony, jako pola cechowania oddziaływań silnych, występujących między kwarkami.
Jeżeli grupa symetrii jest nieprzemienna, to teorię cechowania nazywa się nieabelową teorią cechowania. Przykładem jest teoria Yanga-Millsa.

## Definicje

### Symetria cechowania
Symetria cechowania to matematyczna własność różnych teorii fizycznych, polegająca na tym, że pewne mierzalne parametry teorii (np. energia, ładunek, pole elektryczne) pozostają niezmienione po poddaniu układu fizycznego pewnej matematycznej transformacji, która nie jest przesunięciem, obrotem, transformacją Lorentza ani transformacją supersymetrii.
Symetria cechowania oznacza, że w danej teorii równania przypisane prawom przyrody mają więcej „matematycznych stopni swobody” niż fizycznych, tzn. danej sytuacji fizycznej odpowiada więcej niż jedno rozwiązanie równań teorii.
Powstaje pytanie, czy symetria cechowania jest jedynie matematycznym artefaktem teorii, czy też różnym rozwiązaniom odpowiadają różne sytuacje fizyczne, być może zależne od nie poznanych dotąd własności przyrody. Przykładowo teoria Kaluzy-Kleina tłumaczy istnienie symetrii cechowania jako wynik występowania dodatkowych wymiarów czasoprzestrzeni, których nie uwzględnia teoria. Np. elektrodynamika klasyczna oparta jest na założeniu, iż przestrzeń fizyczna jest 3-wymiarowa; pojawianie się w tej teorii cechowania potencjału pola elektromagnetycznego wynika być może stąd, że de facto przestrzeń fizyczna ma więcej wymiarów. Szczególnym objawem symetrii cechowania jest np. swoboda wyboru punktu, w którym potencjał jest zerowy (co wynika stąd, iż znane prawa oddziaływań elektromagnetycznych zawierają zależności sił oddziaływań od różnic potencjałów elektrycznych, a nie od samego potencjału).

### Transformacja cechowania
Transformacja cechowania, przekształcenie cechowania – przekształcenie matematyczne na obiektach teorii, które nie zmienia żadnych mierzalnych wielkości fizycznych.
Np. w elektrodynamice do pola elektromagnetycznego można dodać gradient dowolnej różniczkowalnej funkcji skalarnej i żadna z następujących wielkości fizycznych się nie zmieni: energia, natężenie pola elektrycznego, natężenie pola magnetycznego.

### Grupa cechowania
Grupa cechowania to grupa symetrii transformacji cechowania, czyli taki zbiór transformacji cechowania (wraz z regułą ich składania), która pozostawia mierzalne parametry układu bez zmian.
Z punktu widzenia fizyki teoretycznej ważnym pytaniem jest, czy dana grupa cechowania jest przemienna czy nieprzemienna.
Grupą cechowania elektrodynamiki jest grupa U(1). Teoria oddziaływań elektrosłabych ma grupę U(1)×SU(2). Chromodynamika kwantowa ma grupę SU(3). Model standardowy ma grupę U(1)×SU(2)×SU(3). Teorie wielkiej unifikacji mają większe grupy, np. SU(5), SO(10), E6, E8.

## Cechowanie a kwantowanie
Obecność symetrii cechowania powoduje, że na danej teorii nie da się przeprowadzić procedury kwantowania kanonicznego (daje ona bezsensowne wyniki). Opracowano różne rozwiązania tego problemu.

### Wybór cechowania
Wybór cechowania, ustalenie cechowania, „fiksowanie” cechowania lub po prostu cechowanie, to dokonanie na układzie pewnej specyficznej transformacji, sprowadzającej jego parametry do wymaganych wartości. Cechowanie zapisuje się jako warunek (równanie) na parametrach układu. Np. w elektrodynamice warunek {\displaystyle A^{0}=0} oznacza żądanie wykonania takiej transformacji, aby zerowa (czasowa) składowa pola elektromagnetycznego była równa 0.
Wybór cechowania likwiduje nadmiarowe stopnie swobody układu, co pozwala na przeprowadzenie kwantowania.
Cechowanie może być całkowite lub niecałkowite. W przypadku niecałkowitego, narzucenie warunku pozostawia wciąż pewną podgrupę symetrii. Cechowanie całkowite nie zostawia żadnej grupy, lub inaczej mówiąc, pozostawia jednoelementową grupę trywialną.
Przykłady warunków cechowania w elektrodynamice:
- cechowanie Coulomba: {\displaystyle \nabla A=0,}
- cechowanie Lorenza: {\displaystyle \partial _{\alpha }A^{\alpha }=0,}
- cechowanie osiowe: {\displaystyle A^{3}=0,}
- cechowanie Hamiltona: {\displaystyle A^{0}=0,}
- cechowanie punktowe: {\displaystyle x\cdot A=0} (iloczyn skalarny trójwektorów położenia i pola elektromagnetycznego),
- cechowanie Focka-Schwingera: {\displaystyle x_{\alpha }A^{\alpha }=0} (iloczyn skalarny czterowektorów położenia i pola elektromagnetycznego).

### Pole pomocnicze
Teorię z cechowaniem można wyrazić w taki sposób, że postuluje się istnienie dodatkowego (niefizycznego) parametru, od którego zależą mierzalne parametry teorii. Ustala się jednak, że pochodna fizycznych parametrów względem pola pomocniczego zawsze wynosi 0. Stąd, zmiany pola pomocniczego są dla nas nieobserwowalne.
Metoda ta jest blisko powiązana z postulowaniem dodatkowych wymiarów czasoprzestrzeni. Owym pomocniczym parametrem może być bowiem położenie lub kierunek w dodatkowym wymiarze.
W podejściu tym wyraźnie widać ważną własność teorii z cechowaniem: sama wartość pola pomocniczego nie ma znaczenia fizycznego, ale jego zmiany mają. Powoduje to trudność w obliczaniu pochodnej. O ile same parametry fizyczne nie zależą od pola pomocniczego, to ich pochodne mogą zależeć.

### Metoda BRST
Nazwa pochodzi od pierwszych liter nazwisk odkrywców: Becchi, Rouet, Stora, Tyutin. W metodzie tej dokonuje się ustalenia cechowania, ale pewne parametry teorii w dalszym ciągu pozostają symetryczne względem grupy cechowania.

## Cechowanie a twierdzenie Noether
Zgodnie z twierdzeniem Noether, każda symetria ciągła warunkuje istnienie pewnych ładunków oraz praw ich zachowania. Zachowanymi ładunkami, które wynikają z symetrii cechowania są np.: ładunek elektryczny, hiperładunek, słaby izospin, „kolor” kwarków.

## Pole cechowania

### Pochodna kowariantna
W teoriach z cechowaniem występuje problem z obliczaniem pochodnej różnych wielkości. Zwykła pochodna cząstkowa daje wyniki niezadowalające z punktu widzenia fizyki – otrzymywane wartości nie są tensorami. Dlatego w teoriach takich pochodną cząstkową zastępuje się innym działaniem, pochodną kowariantną.
Pochodna kowariantna danego pola ma ogólną postać:
{\displaystyle D\phi =\partial \phi -A\phi ,}
gdzie:
{\displaystyle D} – symbol pochodnej kowariantnej,
{\displaystyle \partial } – pochodna cząstkowa,
{\displaystyle A} – pewne dodatkowe nieróżniczkowe pole.
Owo dodatkowe pole nazywa się polem cechowania i, jak się okazuje, jest prawdziwym polem fizycznym, mierzalnym i występującym w przyrodzie.

### Oddziaływania
Obecność pola cechowania pozwala naturalnie wytłumaczyć oddziaływania cząstek. Przed odkryciem teorii z cechowaniem trzeba było wprowadzać oddziaływania w sposób sztuczny i arbitralny. W nowoczesnych teoriach własności, charakter i siłę oddziaływań można wywnioskować z grupy symetrii cechowania. Powyższa konstrukcja dobrze zgadza się z doświadczeniem i poprawnie opisuje zachowania cząstek.
Poniższe sformułowania są równoważne w myśl dzisiejszych teorii fizycznych:
- Cząstki nie poruszają się po liniach prostych, ale ich tory są zakrzywiane przez obecność pola cechowania.
- Cząstki poruszają się po liniach geodezyjnych w pewnej zakrzywionej (matematycznej) przestrzeni, której zakrzywienie opisuje pole cechowania.
- Cząstki oddziałują poprzez wymianę wirtualnych kwantów pola cechowania.

### Bozony cechowania
Ponieważ pole cechowania jest zwykłym polem fizycznym, więc posiada swoje kwanty (cząstki). Są one zawsze bozonami wektorowymi (o spinie 1). Muszą one być bezmasowe, chyba że uzyskają masę poprzez mechanizm Higgsa. Każde pole cechowania tworzy tyle kwantów, ile generatorów ma grupa cechowania.
Przykłady:
- Elektrodynamika ma grupę cechowania U(1) z jednym generatorem. Bozonem cechowania jest foton.
- Oddziaływanie elektrosłabe ma grupę cechowania SU(2)×U(1). Podgrupa SU(2) ma 3 generatory, skąd pochodzi tryplet bozonów cechowania: W+, W0, W−. Podgrupa U(1) ma jeden generator, od którego pochodzi bozon B. W myśl teorii oddziaływań elektrosłabych foton i bozon Z są odpowiednimi superpozycjami bozonów W0 i B.
- Chromodynamika ma grupę cechowania SU(3). Ma ona 8 generatorów, które tworzą oktet gluonów.
- Teorie wielkiej unifikacji mają większe grupy cechowania, dlatego postulują istnienie dodatkowych cząstek (np. bozonów X).
- Oddziaływanie międzynukleonowe (obecnie rozumiane jako przejaw oddziaływania silnego) może być sformułowane jako teoria z cechowaniem. Jego grupą cechowania jest SU(2), związana z silnym izospinem. Bozonami cechowania są mezony π+, π0, π−. Symetria względem grupy SU(2) nie jest ścisła, silny izospin nie jest wielkością zachowaną, a mezony π nie są bezmasowe, więc teoria ta jest jedynie przybliżeniem, jest jednak przydatna w praktyce.